# Mark Wainberg
Mark A. Wainberg (Montreal, Quebec, Canadá, 21 de abril de 1945-Florida, Estados Unidos, 11 de abril del 2017) fue un médico e investigador canadiense especializado en infectología, líder de la lucha contra el VIH en Canadá. Fue presidente de la Sociedad Internacional de SIDA de 1998 al 2000.

## Datos biográficos
Se recibió de médico en la Universidad McGill en 1966; más tarde, se doctoró en la Universidad de Columbia en 1972, y se mudó a Jerusalén, Israel, para profundizar sus investigaciones en el Centro Médico Hadassah.

## Carrera
En la década de 1980 fue aceptado en la Empresa Pharma de biotecnología, y formó parte del equipo de investigación del doctor Bernard Belleau, quien desarrolló la lamivudina. Este segundo fármaco, creado contra el VIH, hoy es empleado junto al dolutegravir, lanzado comercialmente en 2013, para el tratamiento eficaz del síndrome.
En 2004, fue entrevistado por Robin Scovill, una de las personas que niega la existencia del VIH y del sida, cuya esposa murió en 2008 y cuya hija murió en 2005 de sida sin haber sido diagnosticada ni tratada. En esta entrevista, el doctor Wainberg propuso que aquellas personas que dañen a otras al cuestionar de manera pública el VIH como la causa del sida deberían ser acusadas por poner en peligro la salud pública y llevados a prisión si son acusados de crimen.
En 2006, participó como vicepresidente de la XVI Conferencia Internacional del Sida, que tuvo lugar en Ontario, Canadá.
En su laboratorio, investigaba principalmente la transcriptasa inversa del VIH, la base molecular de la resistencia a los medicamentos y la terapia génica.

## Muerte
Mark Wainberg se ahogó durante unas vacaciones en Florida. Algunos creen que sufrió un ataque de asma en el agua, mientras que otros creen que la resaca lo arrastró. Su funeral se celebró el viernes 14 de abril de 2017 en la Congregación Tifereth Beth David Jerusalem, la sinagoga de Montreal donde anteriormente fue presidente.